# Kitashirakawa Yoshihisa

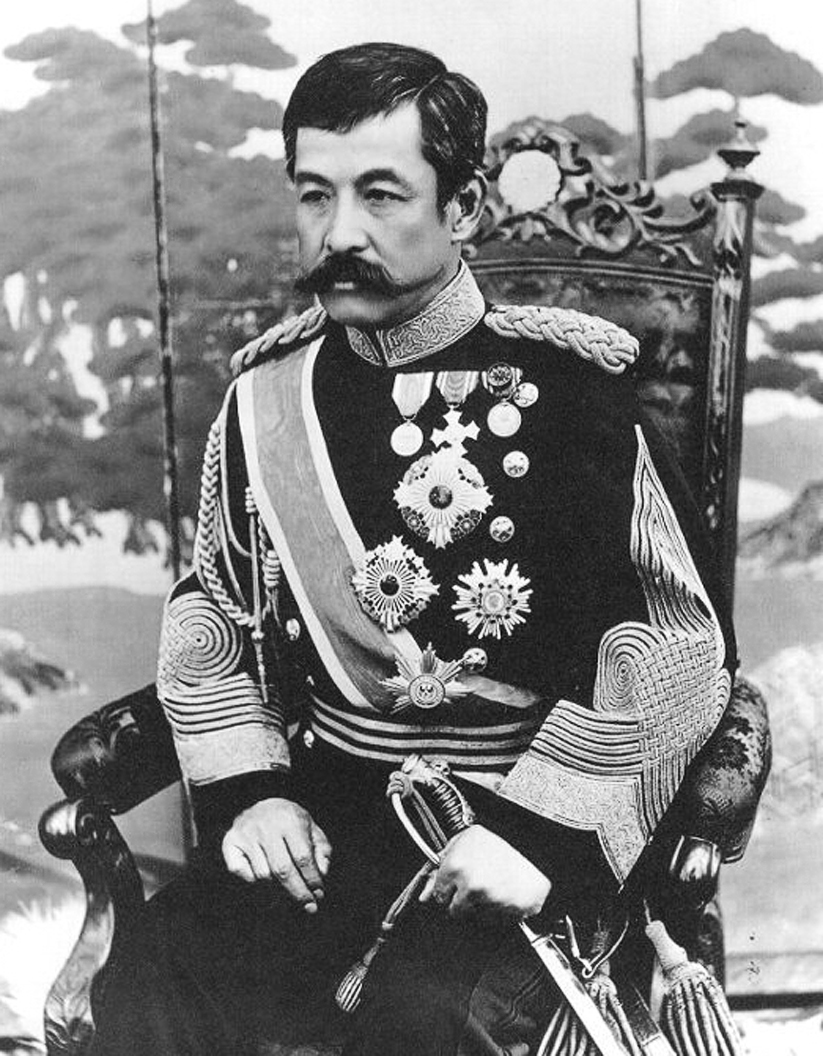
Prinz Kitashirakawa Yoshihisa

Kitashirakawa Yoshihisa (japanisch 北白川宮能久親王, Kitashirakawa-no-miya Yoshihisa-shinnō; 1. April 1847 – 28. Oktober 1895) war das zweite Oberhaupt der Kitashirakawa, einer Nebenlinie der Kaiserlichen Familie in Japan.

## Leben und Wirken

### Frühe Jahre
Yoshihisa wurde 1847 als 9. Sohn von Prinz Fushimi Kuniie (1802–1872) geboren. 1848 wurde er zum Haupt des Shōren-in (青蓮院宮, Shōren’in-no-miya) in Kyōto ernannt, dann 1858 zum Haupt des Rinnō-ji (輪王寺宮, Rinnōji-no-miya) in Nikkō ernannt. Er führte den Namen Kōgenhō-shinnō (公現法親王), wurde gewöhnlich aber Yoshihisa genannt. Schließlich wurde er Haupt des Kan’ei-ji in Tokyo. Nach der Zerstörung des Tempels schloss er sich dem Widerstand der letzten Shogunats-treuen Daimyō in den nördlichen Provinzen an. Nach deren Niederlage ergab er sich in Sendai, wurde dann begnadigt.
Im Jahr 1870 gab er die Priesterschaft auf, begann als Prinz Fushimi eine militärische Ausbildung. Er wurde noch im selben Jahr zur Weiterbildung nach Preußen geschickt.

### Deutschland-Aufenthalt

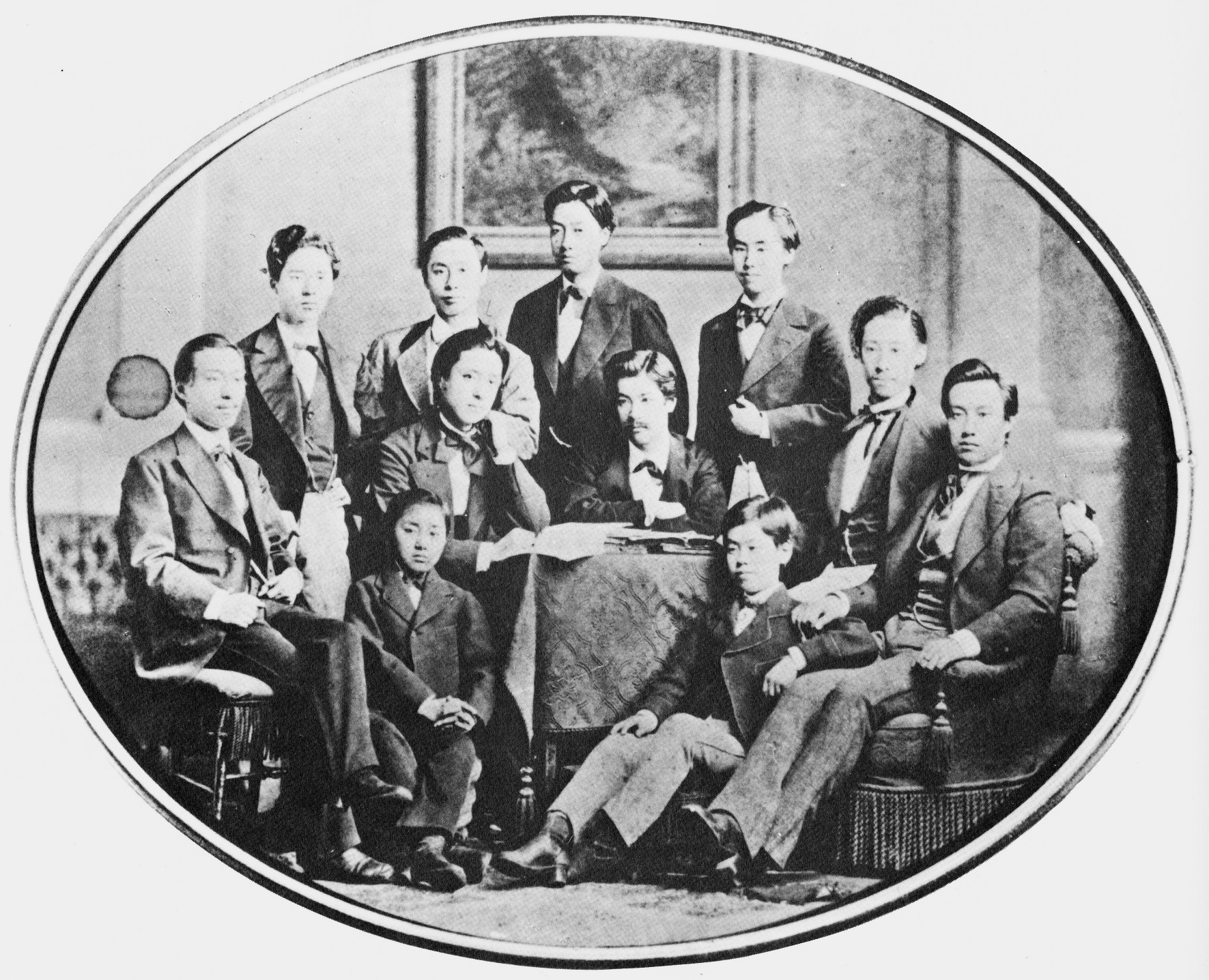
Kitashirakawa (am Tisch sitzend) in Berlin.

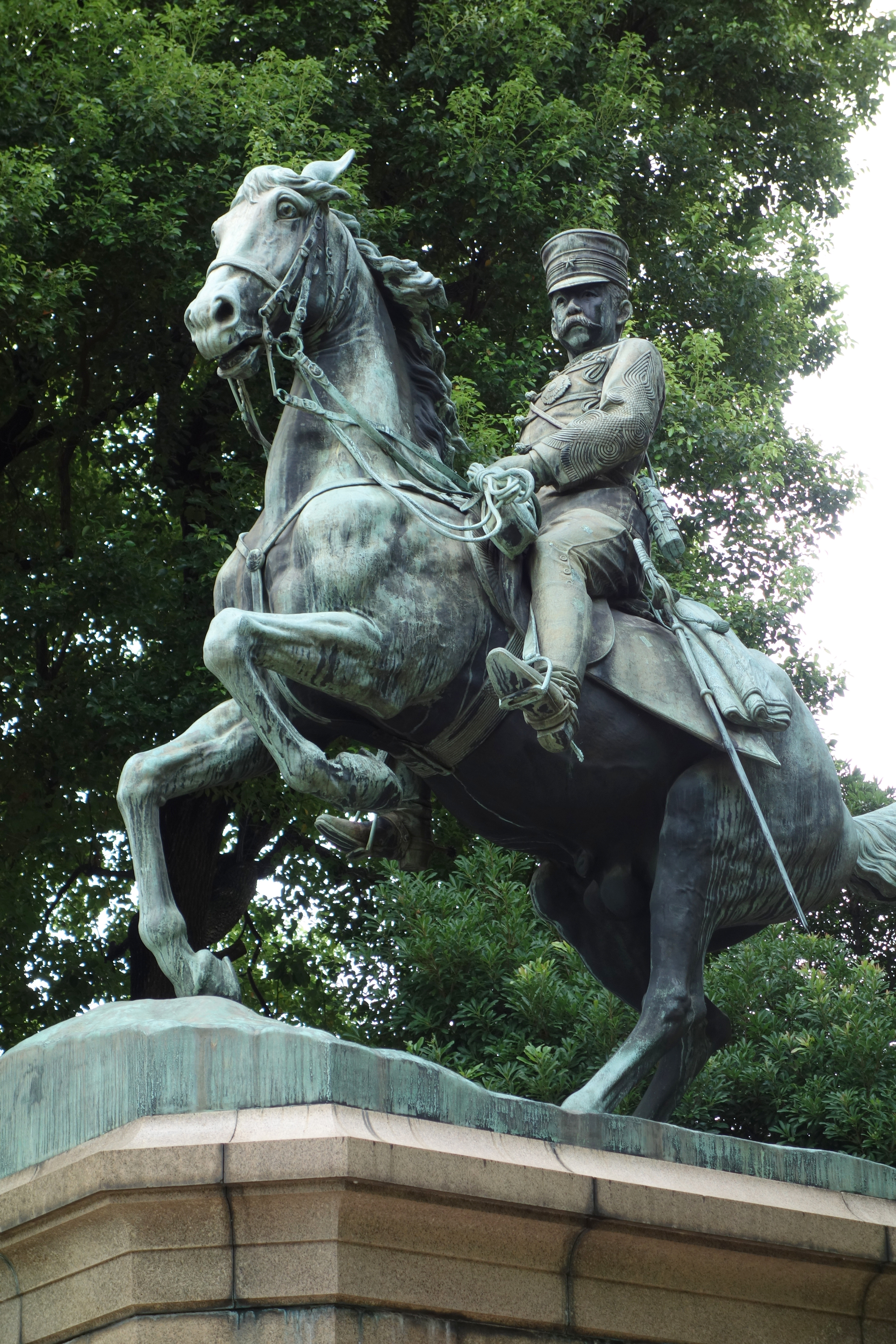
Denkmal im Kitanomaru-Park, Tokyo

Ende 1870 erreichte Kitashirakawa Berlin und begann sich dort militärisch weiterzubilden. Er lernte Deutsch und absolvierte eine Ausbildung bei der Infanterie und Artillerie und besuchte die Generalstabsschule. Älter als die anderen Japaner in Berlin und finanziell gut ausgestattet wurde er schnell zum Mittelpunkt der japanischen Entsandten des Schwert- und Hofadels. Er selbst wurde während des Preußenaufenthaltes 1875 nach dem frühen Tod seines Bruders Nachfolger im Hause Kitashirakawa.
Im Dezember 1876 verlobte er sich mit einer verwitweten Adeligen und bat die japanische Regierung um Heiratserlaubnis. Die Regierung war dagegen und befahl seine Rückkehr. Kurz vor seiner Rückkehr zeigte Kitashirakawa seine Verlobung in Zeitungen an, was seine Schwierigkeiten natürlich nicht beendete. Schließlich kehrte er mit dem Schiff nach Japan zurück, wo er am 2. Juli 1877 ankam. Auf Drängen von Iwakura Tomomi und anderen löste er schließlich die Verlobung am 26. Juli auf.

### Die späteren Jahre
Nach seiner Rückkehr setzte Kitashirakawa seine militärische Karriere fort und wurde 1884 Generalmajor und Chef der 1. Division der Kaiserlichen Armee und Mitglied des Generalstabs. 1892 wurde er zum Generalleutnant befördert und Chef der 4. und 6. Division. Im Januar 1895 wurde er zum Chef der Kaiserlichen Garde ernannt, nahm dann 1895 am Ersten Japanisch-Chinesischen Krieg um Taiwan teil. Dort verstarb er am 28. Oktober an Malaria. 
Kitashirakawa wurde posthum zum General befördert und mit dem Chrysanthemenorden ausgezeichnet. Nach dem Staatsbegräbnis wurde er auf den Friedhof der kaiserlichen Familie Toshimagaoka (Tokyo) bestattet.